# Walker Township (comté de Vernon, Missouri)
Walker Township est un township, situé dans le comté de Vernon, dans le Missouri, aux États-Unis,.
Le township est baptisé en référence à la ville de Walker.

### Source de la traduction
- (en) Cet article est partiellement ou en totalité issu de l’article de Wikipédia en anglais intitulé « Walker Township, Vernon County, Missouri » (voir la liste des auteurs).